# Tour d'observation de Götzinger Höhe

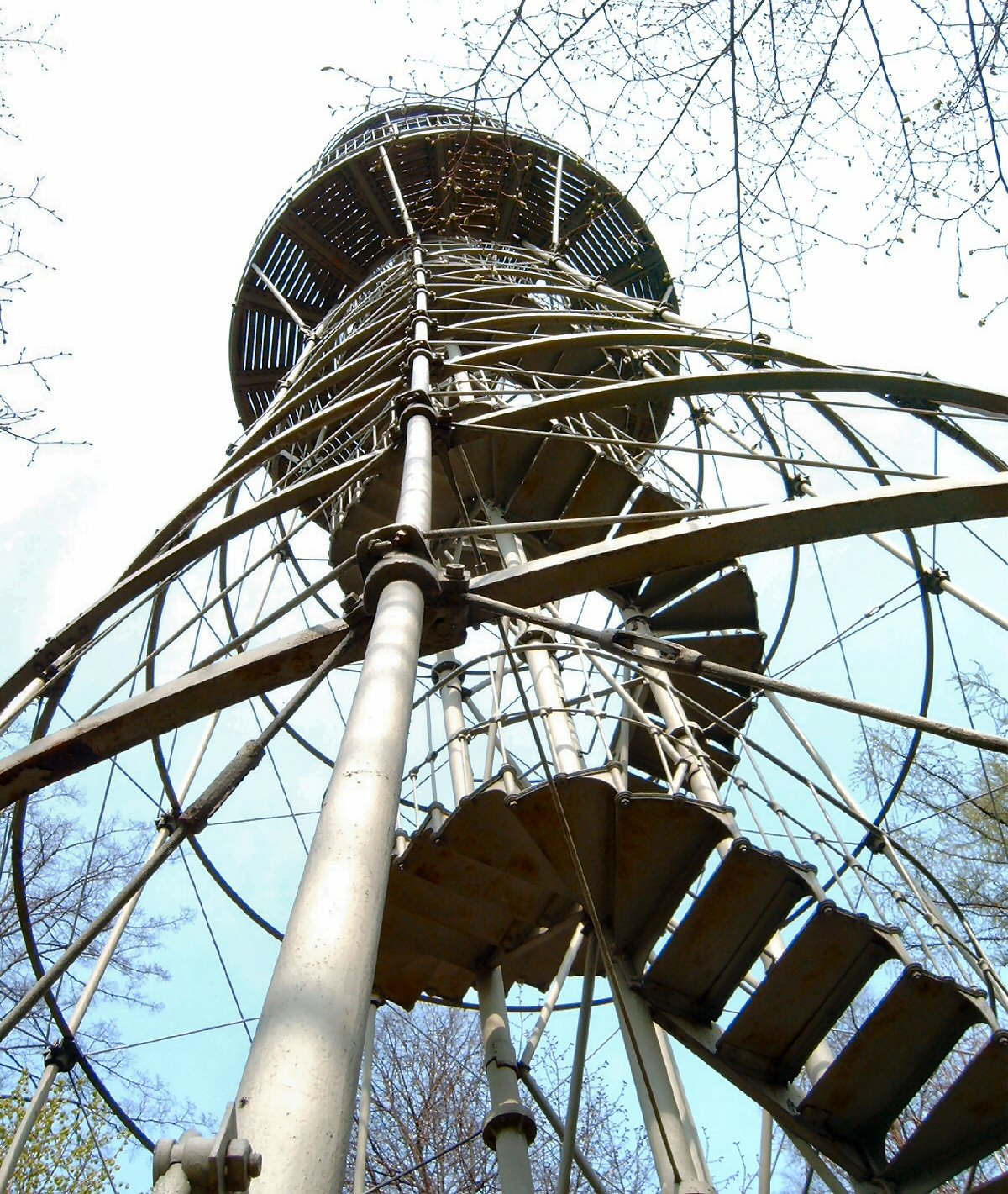
Tour d'observation de Götzinger Höhe, à Neustadt, dans la Saxe.

La tour d'observation de Götzinger Höhe fut construite en 1883 sur les hauteurs de Götzinger Höhe (altitude 425 m) près de Neustadt en Saxe (Allemagne).
C'est une tour en treillis d'acier d'une hauteur de 25 mètres à base circulaire constituée de 8 piliers.
La tour d'observation de Götzinger Höhe, qui est plus vieille que la Tour Eiffel, fut restaurée en partie en 1992.

## Liens
- http://fr.structurae.de/structures/data/index.cfm?ID=s0028988
- http://skyscraperpage.com/diagrams/?b63830